# Rote Wespe

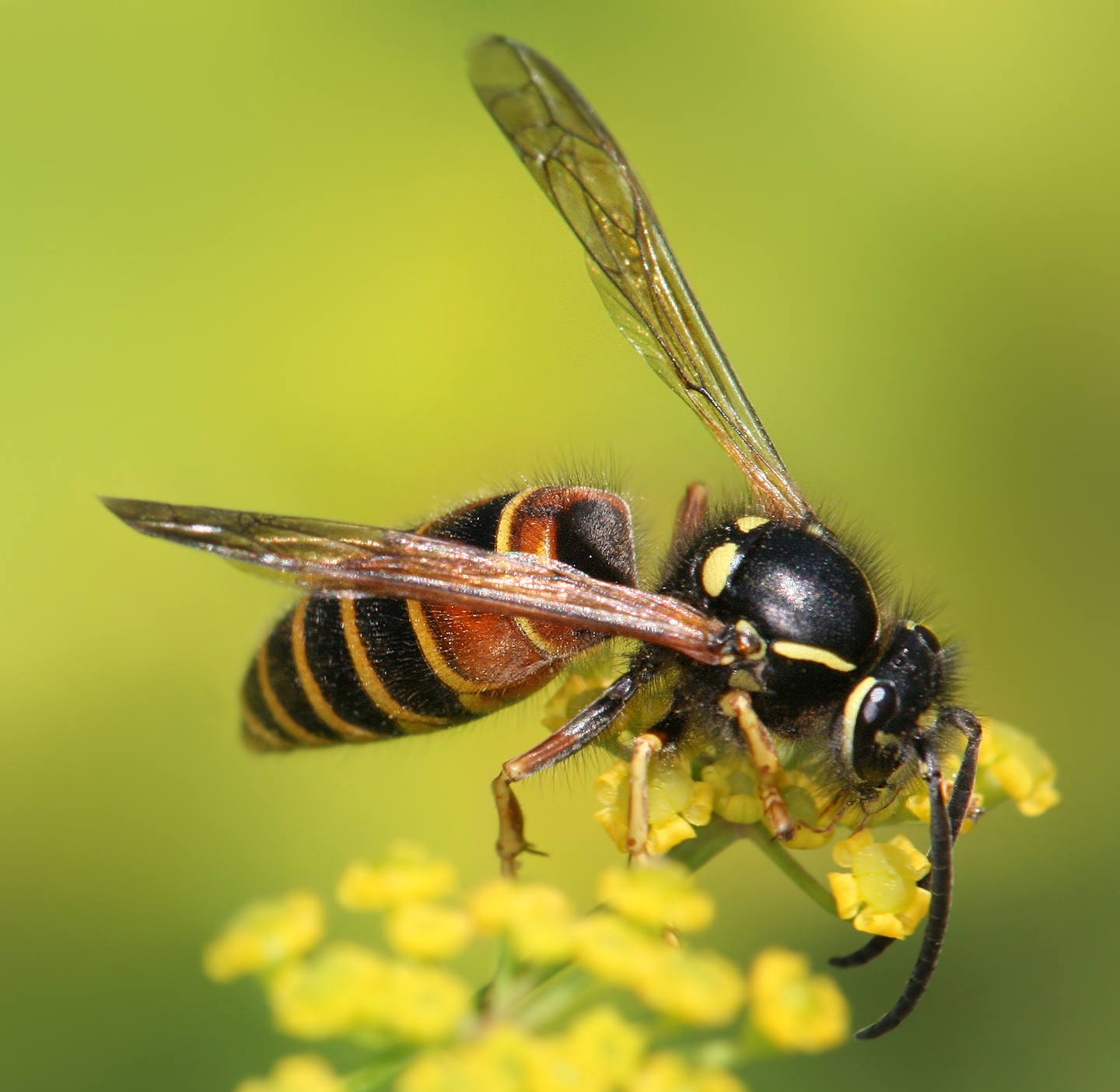
Rote Wespe bei der Nahrungs-
suche auf Sichelblättrigem Hasenohr (Bupleurum falcatum).

Die Rote Wespe (Vespula rufa) ist eine Wespenart aus der Gattung der Kurzkopfwespen (Vespula) und gehört damit zu den Echten Wespen (Vespinae). Die Rote Wespe ist eine der nächsten Verwandten der Deutschen (Vespula germanica) und der Gemeinen Wespe (Vespula vulgaris). Im Gegensatz zu diesen meidet sie die Nähe des Menschen und frisst nicht an dessen Lebensmitteln. Die Rote Wespe ist friedfertig und gilt nicht als Lästling.

## Merkmale
Die beiden vorderen Hinterleibssegmente der ansonsten gelbschwarz gezeichneten Wespe sind rot gezeichnet. Bei den Königinnen ist die rote Zeichnung oft nur wenig ausgeprägt. Auf diese Färbung der beiden vorderen Hinterleibssegmente geht auch der Name der Art zurück. Die Königinnen der Roten Wespe werden sechzehn bis zwanzig Millimeter lang. Die Arbeiterinnen sind mit zehn bis vierzehn Millimeter deutlich kleiner. Die Drohnen erreichen Körperlängen von dreizehn bis sechzehn Millimeter. Die Zeichnung auf der Stirnplatte (Clypeus) erinnert an eine Pfeilspitze, ist aber in der Ausprägung sehr variabel. Die Roten Wespen ähneln der seltenen Norwegischen Wespe (Dolichovespula norwegica), einer Langkopfwespenart.

## Verbreitung
Die Rote Wespe ist im Vergleich zur Deutschen und Gemeinen Wespe sehr selten, kommt aber in ganz Europa mit Ausnahme des äußersten Südens vor, außerdem im Norden Asiens, östlich bis Kamtschatka, Korea und Japan. Die Südgrenze der Verbreitung erreicht die Türkei, Aserbaidschan, die Mitte Chinas und Taiwan (sie fehlt im Iran). Außerdem kommt sie vor im Norden Nordamerikas, in fast ganz Kanada und einigen nördlichen Bundesstaaten der USA. Die Populationen aus Ostasien und Nordamerika unterscheiden sich in der Färbung durch vorherrschend elfenbeinweiße anstelle der gelben Farbtöne, diese Farbvarianten wurden in Nordamerika als Vespula intermedia (du Buysson, 1905) und in Ostasien als Vespula rufa schrenckii (Radoszkowski, 1861) beschrieben, gelten aber heute als ohne taxonomischen Wert. Ähnlich gefärbte Tiere kommen auch gelegentlich in Skandinavien vor.

## Lebensweise

### Ernährung
Die erwachsenen Tiere (Imagines) ernähren sich überwiegend vom Nektar von Doldenblütlern und vom Honigtau von Blattläusen. Die Larven werden mit tierischem Eiweiß gefüttert. Hierzu werden hauptsächlich verschiedene Fliegen- und Mückenarten erbeutet und zu Brei zerkaut. Die Roten Wespen sind nur sehr selten in menschlichen Siedlungen anzutreffen und gehen auch nicht an Lebensmittel der Menschen.

### Allgemein
Auf Grund ihrer Ernährungsweise sind die Roten Wespen im Gegensatz zu ihren nahen Verwandten der Deutschen und der Gemeinen Wespe keine Lästlinge. Das Nest wird nur verteidigt, wenn es zu Störungen im unmittelbaren Nestbereich kommt.

### Lebenszyklus
Ab Mitte April können begattete Weibchen, die Königinnen, bei der Nestsuche und Nahrungssuche beobachtet werden. Die Nester werden meist unterirdisch in verlassenen Maulwurf- oder Mäusebauten angelegt. Der Lebenszyklus ist relativ kurz und endet schon Anfang bis Mitte September. Nach dem Erlöschen des Wespenvolkes überwintern die begatteten Weibchen und gründen im Folgejahr neue Völker. Ein Volk der Roten Wespe umfasst etwa 150 bis 350 Tiere und ist damit wesentlich kleiner als die Völker der Deutschen und Gemeinen Wespen, die mehrere Tausend Individuen umfassen können.